# الاتحاد الرياضي الفلسطيني
الاتحاد الرياضي العربي الفلسطيني كان هيئة إدارية للأنشطة الرياضية للعرب الفلسطينيين في فلسطين الانتدابية. كان الاتحاد نشطًا بين عامي 1931 و 1937 وبين عامي 1944 و 1948. نظمت مجموعة متنوعة من الأنشطة في مختلف الرياضات، معظمها في كرة القدم والملاكمة ورفع الأثقال.

## التاريخ
بدأت الأحداث الرياضية بين السكان العرب في فلسطين العثمانية في بداية القرن العشرين. تأسس أول نادٍ عربي لكرة القدم مدرسة سان جورج في عام 1908، وفي عام 1911 تم إنشاء نادي رياضي اجتماعي، سيركل سبورتيف (المنتدى الرياضي) في البلدة القديمة بالقدس، والذي نظم عدة فعاليات، بما في ذلك 1800 سباق متر الشارع في القدس. بعد الحرب العالمية الأولى، أُنشأت العديد من النوادي في القدس ويافا وغزة وحيفا، وكذلك في القرى العربية في جميع أنحاء البلاد، بلغ عددها حوالي 20 في عام 1930
في عام 1928، تم تأسيس الاتحاد الفلسطيني لكرة القدم. تم إنشاء هذه الهيئة الإدارية من قبل الأندية اليهودي، الذي تحول فيما بعد إلى اتحاد كرة القدم الإسرائيلي. أدّت هيمنة الأندية اليهودية في الاتحاد الفلسطيني لكرة القدم وحرمان الأندية العربية من حق التصويت إلى قيام الأندية العربية (النادي الإسلامي في يافا والنادي الأرثوذكسي في القُدس) بتأسيس تنظيم خاص بها. في آذار/مارس 1931، تم تنظيم فريق وطني عربي فلسطيني لكرة القدم للقاء فريق زائر من الجامعة الأميركية في بيروت، وبعد ثلاثة أشهر، في اجتماع عقد في يافا، تم إنشاء الاتحاد الرياضي الفلسطيني.
في السنوات التالية وحتى ثورة عام 1936، نظم الاتحاد الرياضي الفلسطيني عدة بطولات لكرة القدم جنبًا إلى جنب مع حزب مؤتمر الشباب، وفي عام 1935 نظم الاتحاد مهرجانًا رياضيًا في يافا، شارك فيه أكثر من 5000 رياضي في سباقات المضمار والميدان. القتال وركوب الخيل. شجع وجود الاتحاد العربي الرياضي لكرة القدم الأنشطة الرياضية بين الجماهير العربية، وأدى إلى إنشاء العديد من الأندية العربية لكرة القدم. وبسبب الثورة، أوقف الاتحاد أنشطته في أواخر عام 1937.
بعد حل الاتحاد اضطرت الفرق والرياضيون العرب إلى ترتيب الأنشطة بأنفسهم. عادت بعض أندية كرة القدم للانضمام إلى مسابقات رابطة اللاعبين المحترفين التي يسيطر عليها اليهود. وبعد قرار مثير للجدل طُرد الشباب العرب من كأس فلسطين 1942، انسحبت الأندية العربية مرة أخرى من الاتحاد الفلسطيني لكرة القدم. في كانون الأول (ديسمبر) 1942، تأسس اتحاد لكرة القدم في يافا، وتشكل اتحاد مماثل في حيفا في تشرين الثاني (نوفمبر) 1943. في اجتماع عقد في أيلول عام 1944 في يافا، أعيد تأسيس الاتحاد.
تم تقسيم الاتحاد الرياضي الفلسطيني من جديد إلى ست مناطق القدس ويافا ونابلس وغزة والجليل وحيفا. بحلول بداية عام 1945، كان الاتحاد يضم 25 ناديًا. رتب الاتحاد دورياً وطنياً لكرة القدم، ومنتخباً وطنياً عربياً فلسطينياً لكرة القدم، وحاول إقامة منافسات بين المنتخب الوطني والمُنتخبات الوطنية القريبة. نظرًا لأن الاتحاد لم يكن تابعًا للفيفا كما كان الاتحاد اليهودي، فقد ثبت أن مثل هذه الترتيبات صعبة. في عام 1946، وبدعم من الاتحاد اللبناني لكرة القدم والاتحاد المصري لكرة القدم، تقدم اتحاد الكرة العربي لكرة القدم بطلب للحصول على عضوية في الفيفا، وتم رفض العرض بسبب وجود الاتحاد اللبناني لكرة القدم، وعدم الرغبة في قبول عضو آخر لنفس الإقليم.
قام الاتحاد أيضًا بترتيب لقاءات سباقات المضمار والميدان في عامي 1946 و 1947، بما في ذلك معرض رياضي في يافا، حيث توجد العديد من الأحداث بما في ذلك سباقات الجري ( سباقات العدو، سباقات الجري لمسافات متوسطة وسباقات التتابع) وأحداث القفز ( الوثب الطويل، الوثب الثلاثي، الوثب العالي والقفز بالزانة) وأحداث الرمي (رمي الجلة، الرمح ورمي القرص). كما تم تنظيم أحداث الدراجات ورفع الأثقال والمصارعة والملاكمة من قبل الاتحاد خلال هذه الأوقات.
بحلول عام 1948، ارتفع عدد أعضاء الاتحاد إلى 55 ناديًا،  ولكن مع تقدم الحرب العربية الإسرائيلية عام 1948، ومع قيام دولة إسرائيل على معظم أراضي فلسطين الانتدابية، مع احتلال الأردن والضفة الغربية. قطاع غزة الذي استولت عليه مصر، تم إلغاء تأسيس الاتحاد الرياضي الفلسطيني.

## الدوري الفلسطيني الممتاز
أطلق الاتحاد دوري كرة القدم الوطني في عام 1945. قُسّمت المسابقة إلى ستة بطولات دوري إقليمية، والتي تضمنت قسمًا كبيرًا وأقسامًا أقل. لعب أبطال الأقسام منافسة فاصلة لتحديد الأبطال.[بحاجة لمصدر]

### الفائزون بالدوري
- الدوري الفلسطيني الممتاز 1945: النادي الإسلامي يافا
- الدوري الفلسطيني الممتاز 1946: الشباب العرب حيفا
- الدوري الفلسطيني الممتاز 1947: الشباب العرب حيفا